# Hermann Flaschka
Herman Flaschka (Öblarn, 25 de março de 1945) foi um físico matemático estadunidense nascido na Áustria. Foi professor de matemática da Universidade do Arizona, conhecido por suas contribuições em sistemas completamente integráveis (equações de solitons).